# Ioulia Solntseva
Ioulia Ippolitovna Solntseva (en russe : Юлия Ипполитовна Солнцева) est une réalisatrice et actrice russe née le 7 août 1901 à Moscou (Russie) et décédée à Moscou (URSS) le 28 octobre 1989. Elle était l'épouse du réalisateur Alexandre Dovjenko. Elle a obtenu le Prix de la mise en scène au Festival de Cannes pour Récit des années de feu en 1961 et en a été membre du jury en 1975.

## Biographie
Ioulia Solntseva naît à Moscou, dans la famille d Hippolyte Peresvetov et Valentina Timokhina. Son vrai nom de famille est Peresvetova. Elle fait ses études à la Faculté d'histoire et de philologie de l'université de Moscou. En 1922, elle sort diplômée de l'Académie russe des arts du théâtre. Elle commence sa carrière sur scène du théâtre de Chambre (théâtre Kamerny) d'Alexandre Taïrov à Moscou. Elle débute au cinéma sous la direction de Yakov Protazanov dans l'adaptation du roman d'Alexis Tolstoï Aelita.
On lui décerne un prix Staline pour le film biographique consacré à l'agronome soviétique Ivan Mitchourine, coréalisé avec Alexandre Dovjenko en 1948. Elle devient artiste du peuple de l'URSS en 1981. Ioulia Solntseva est la première femme cinéaste qui a reçu le Prix de la mise en scène au Festival de Cannes (1961), pour le film Récit des années de feu (Povest plamennykh let).
Morte à Moscou, elle est enterrée au cimetière de Novodevitchi.

## Filmographie

### Comme réalisatrice
- 1939 : Chtchors (Щорс, Shchors), coréalisé avec Alexandre Dovjenko[3]
- 1939 : Boukovina - terre ukrainienne[4] (Буковина - земля украинская, Bukovina, zemlya Ukrainskaya), documentaire
- 1940 : Libération (ru) (Освобождение, Osvobozhdeniye), documentaire coréalisé avec Alexandre Dovjenko
- 1943 : La Bataille pour notre Ukraine soviétique (Bitva za nashu Sovetskuyu Ukrainu), documentaire coréalisé avec Alexandre Dovjenko et Yakov Avdeïenko
- 1945 : La Victoire en Ukraine (Победа на Правобережной Украине, Pobeda na Pravoberezhnoi Ukraine), documentaire coréalisé avec Alexandre Dovjenko
- 1948 : Mitchourine (Мичурин), coréalisé avec Alexandre Dovjenko
- 1949 : Adieu, Amérique (Прощай, Америка!, Proshchay Amerika!)[5]
- 1953 : Iegor Boulytchov et les autres (Егор Булычов и другие, Yegor Bulychyov i drugiye)
- 1954 : Les Revizors malgré eux (Ревизоры поневоле, Revizory ponevole), court-métrage, 22 minutes
- 1959 : Le Poème de la mer (Поэма о море, Poema o more)
- 1961 : Récit des années de feu (Повесть пламенных лет, Povest plamennykh let), Prix de la mise en scène au Festival de Cannes (1961).
- 1964 : La Desna enchantée (Зачарованная Десна, Zacharovannaya desna)
- 1967 : L'Inoubliable (ru) (Nezabyvayemoye)
- 1969 : La Porte dorée (Золотые ворота, Zolotye vorota)
- 1974 : De si hautes montagnes (ru) (Такие высокие горы, Takiye vysokiye gory)
- 1979 : Le Monde en trois dimensions (Мир в трёх измерениях, Mir v tryokh izmereniyakh)

### Comme actrice
- 1924 : Aelita (Аэлита) de Yakov Protazanov : la reine Aelita
- 1924 : Boîte à cigarettes de Mosselprom (en) (Папиросница от Моссельпрома) de Youri Jeliaboujski : Zina Vesenina, la fille à la cigarette
- 1928 : Les Yeux qui voyaient (Glaza, kotorye videli) de Vladimir Vilner : Rosas
- 1928 : Jimmy Higgins (Джимми Хиггинс) de Georgui Tassine : Hélène
- 1929 : Deux femmes (Две женщины) de Grigori Rochal : Krekchina
- 1930 : La Terre (Земля, Zemlya) d'Alexandre Dovjenko : la sœur de Vassili
- 1942 : Alexandre Parkhomenko (Александр Пархоменко) de Leonid Loukov: Nina, femme de Parkhomenko

## Récompenses
- Festival de Cannes 1961 : Prix de la mise en scène et Mention spéciale du Grand Prix Technique pour Récit des années de feu